# Arrondissement Saint-Girons
Das Arrondissement Saint-Girons ist eine Verwaltungseinheit des Départements Ariège in der französischen Region Okzitanien. Unterpräfektur ist Saint-Girons.
Im Arrondissement gibt es vier Wahlkreise (Kantone) und 121 Gemeinden.

## Wahlkreise
- Kanton Arize-Lèze
- Kanton Couserans Est
- Kanton Couserans Ouest
- Kanton Portes du Couserans

## Gemeinden
| 1. Aigues-Juntes (09001)                 | 2. Aleu (09005)                    | 3. Allières (09007)                  | 4. Alos (09008)                  |
| 5. Alzen (09009)                         | 6. Antras (09011)                  | 7. Argein (09014)                    | 8. Arrien-en-Bethmale (09017)    |
| 9. Arrout (09018)                        | 10. Artigat (09019)                | 11. Aucazein (09025)                 | 12. Audressein (09026)           |
| 13. Augirein (09027)                     | 14. Aulus-les-Bains (09029)        | 15. Bagert (09033)                   | 16. Balacet (09034)              |
| 17. Balaguères (09035)                   | 18. Barjac (09037)                 | 19. Bédeille (09046)                 | 20. Betchat (09054)              |
| 21. Bethmale (09055)                     | 22. Biert (09057)                  | 23. Bonac-Irazein (09059)            | 24. Bordes-Uchentein (09062)     |
| 25. Boussenac (09065)                    | 26. Buzan (09069)                  | 27. Cadarcet (09071)                 | 28. Camarade (09073)             |
| 29. Campagne-sur-Arize (09075)           | 30. Carla-Bayle (09079)            | 31. Castelnau-Durban (09082)         | 32. Castéras (09083)             |
| 33. Castex (09084)                       | 34. Castillon-en-Couserans (09085) | 35. Caumont (09086)                  | 36. Cazavet (09091)              |
| 37. Cérizols (09094)                     | 38. Cescau (09095)                 | 39. Clermont (09097)                 | 40. Contrazy (09098)             |
| 41. Couflens (09100)                     | 42. Daumazan-sur-Arize (09105)     | 43. Durban-sur-Arize (09108)         | 44. Durfort (09109)              |
| 45. Encourtiech (09110)                  | 46. Engomer (09111)                | 47. Ercé (09113)                     | 48. Erp (09114)                  |
| 49. Esplas-de-Sérou (09118)              | 50. Eycheil (09119)                | 51. Fabas (09120)                    | 52. Fornex (09123)               |
| 53. Gabre (09127)                        | 54. Gajan (09128)                  | 55. Galey (09129)                    | 56. Illartein (09141)            |
| 57. La Bastide-de-Besplas (09038)        | 58. La Bastide-de-Sérou (09042)    | 59. La Bastide-du-Salat (09041)      | 60. Lacave (09148)               |
| 61. Lacourt (09149)                      | 62. Lanoux (09151)                 | 63. Larbont (09154)                  | 64. Lasserre (09158)             |
| 65. Le Fossat (09124)                    | 66. Le Mas-d’Azil (09181)          | 67. Le Port (09231)                  | 68. Les Bordes-sur-Arize (09061) |
| 69. Lescure (09164)                      | 70. Lézat-sur-Lèze (09167)         | 71. Lorp-Sentaraille (09289)         | 72. Loubaut (09172)              |
| 73. Massat (09182)                       | 74. Mauvezin-de-Prat (09183)       | 75. Mauvezin-de-Sainte-Croix (09184) | 76. Méras (09186)                |
| 77. Mercenac (09187)                     | 78. Mérigon (09190)                | 79. Monesple (09195)                 | 80. Montagagne (09196)           |
| 81. Montardit (09198)                    | 82. Montégut-en-Couserans (09201)  | 83. Montels (09203)                  | 84. Montesquieu-Avantès (09204)  |
| 85. Montfa (09205)                       | 86. Montgauch (09208)              | 87. Montjoie-en-Couserans (09209)    | 88. Montseron (09212)            |
| 89. Moulis (09214)                       | 90. Nescus (09216)                 | 91. Orgibet (09219)                  | 92. Oust (09223)                 |
| 93. Pailhès (09224)                      | 94. Prat-Bonrepaux (09235)         | 95. Rimont (09246)                   | 96. Rivèrenert (09247)           |
| 97. Sabarat (09253)                      | 98. Sainte-Croix-Volvestre (09257) | 99. Sainte-Suzanne (09342)           | 100. Saint-Girons (09261)        |
| 101. Saint-Jean-du-Castillonnais (09263) | 102. Saint-Lary (09267)            | 103. Saint-Lizier (09268)            | 104. Saint-Ybars (09277)         |
| 105. Salsein (09279)                     | 106. Seix (09285)                  | 107. Sentein (09290)                 | 108. Sentenac-d’Oust (09291)     |
| 109. Sentenac-de-Sérou (09292)           | 110. Sieuras (09294)               | 111. Sor (09297)                     | 112. Soueix-Rogalle (09299)      |
| 113. Soulan (09301)                      | 114. Suzan (09304)                 | 115. Taurignan-Castet (09307)        | 116. Taurignan-Vieux (09308)     |
| 117. Thouars-sur-Arize (09310)           | 118. Tourtouse (09313)             | 119. Ustou (09322)                   | 120. Villeneuve (09335)          |
| 121. Villeneuve-du-Latou (09338)         |                                    |                                      |                                  |

## Neuordnung der Arrondissements 2017

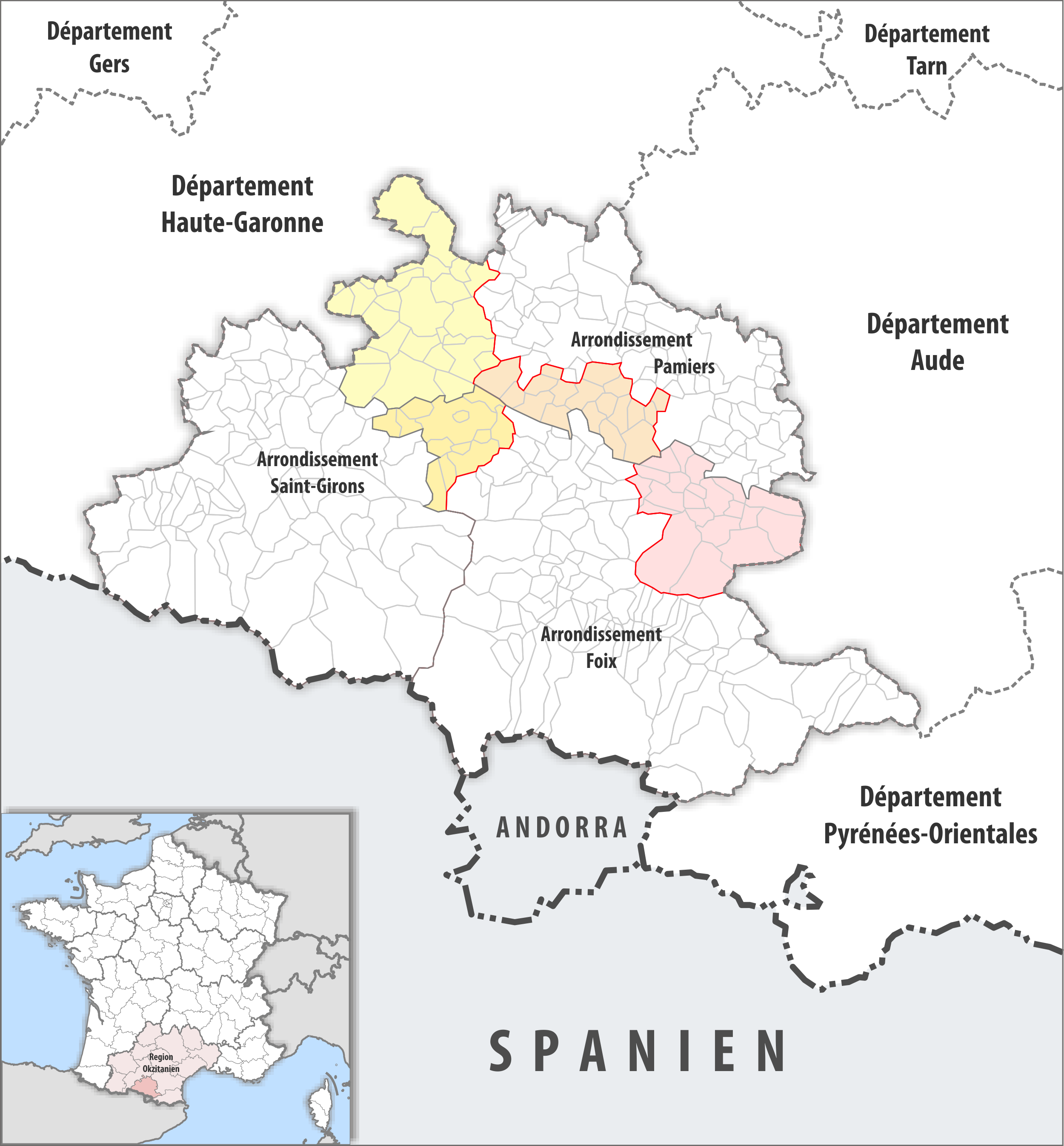
Arrondissementsanpassungen im Jahr 2017

Durch die Neuordnung der Arrondissements im Jahr 2017 wurde dem Arrondissement Saint-Girons 40 Gemeinden neu zugewiesen, und zwar
aus dem Arrondissement Pamiers die Fläche folgender 27 Gemeinden
| - Artigat - Camarade - Campagne-sur-Arize - Carla-Bayle - Castéras - Castex - Daumazan-sur-Arize - Durfort - Fornex | - Gabre - La Bastide-de-Besplas - Lanoux - Le Fossat - Le Mas-d’Azil - Les Bordes-sur-Arize - Lézat-sur-Lèze - Loubaut - Méras | - Monesple - Montfa - Pailhès - Sabarat - Sainte-Suzanne - Saint-Ybars - Sieuras - Thouars-sur-Arize - Villeneuve-du-Latou |

und aus dem Arrondissement Foix die Fläche folgender 13 Gemeinden 
| - Aigues-Juntes - Allières - Alzen - Cadarcet - Durban-sur-Arize | - La Bastide-de-Sérou - Larbont - Montagagne - Montels | - Montseron - Nescus - Sentenac-de-Sérou - Suzan |

## Ehemalige Gemeinden seit der landesweiten Neuordnung der Kantone
bis 2016: Les Bordes-sur-Lez, Uchentein